# Терлиг-Хая
Терлиг-Хая (тув. Терлиг-Хая), Кара-Тал — село в Кызылском кожууне Республики Тыва. Административный центр и единственный населённый пункт Терлиг-Хаинского сумона.

## География
Село находится у р. Терлиг-Хая. Находится в таежной восточной части Уюкского хребта
рядом расположена достопримечательность — каменная глыба «Чалама» высотой в 9 метров
Уличная сеть
ул. Аэропортная, ул. Баянкольская, ул. Геологическая, ул. Горная, ул. Луговая, → ул. Механизаторов, ул. Новая, ул. Рабочая, ул. Степная, ул. Энтузиастов.
Ближайшие населенные пункты

## Население
| 2002 | 2010 | 2011 | 2012 | 2013 | 2014 | 2015 |
| ---- | ---- | ---- | ---- | ---- | ---- | ---- |
| 545  | ↘497 | ↗498 | ↘490 | ↗507 | ↗509 | ↘504 |
| 2016 | 2017 | 2018 | 2019 | 2020 | 2021 |      |
| ↘498 | ↘493 | ↗494 | ↗496 | ↗498 | ↗523 |      |

## Инфраструктура
Школа села Терлиг-Хая
отделение почтовой связи села Терлиг-Хая
Администрация села Терлиг-Хая
Администрация сумона Терлиг-Хая
Работало ртутноперерабатывающее предприятия «Терлиг-Хая».

## Транспорт
Автодорога местного значения.
воздушный транспорт (аэропорт).